# Гаран
Гаран (івр. הרן) — був братом Авраама, Нахора і Сарри та сином Тераха. Гаран народився в Урі халдейському, там же і народилися всі його родичі. Гаран був батьком Лота та мав ще двох дочок: Мілку та Іску. Коли Гаран помирає, його батько Терах вирішив переселитися в землю Ханаану. Він взяв з собою Авраама, онука Лота та Сараї, дружину Авраама та пішов у Харан. Через свого сина Лота Гаран вважається предком моавитян та аммонітян, а через дочку Мілку — арамеїв. Ісус Христос вважається нащадком Гарана через прабабусю царя Давида — Рут, моавитянку. Дружина Соломона — Наама, мати Ровоама є прародителькою всіх подальших царів Юдеї, була аммонійка і, таким чином, також походила від Гарана.